# Elanto

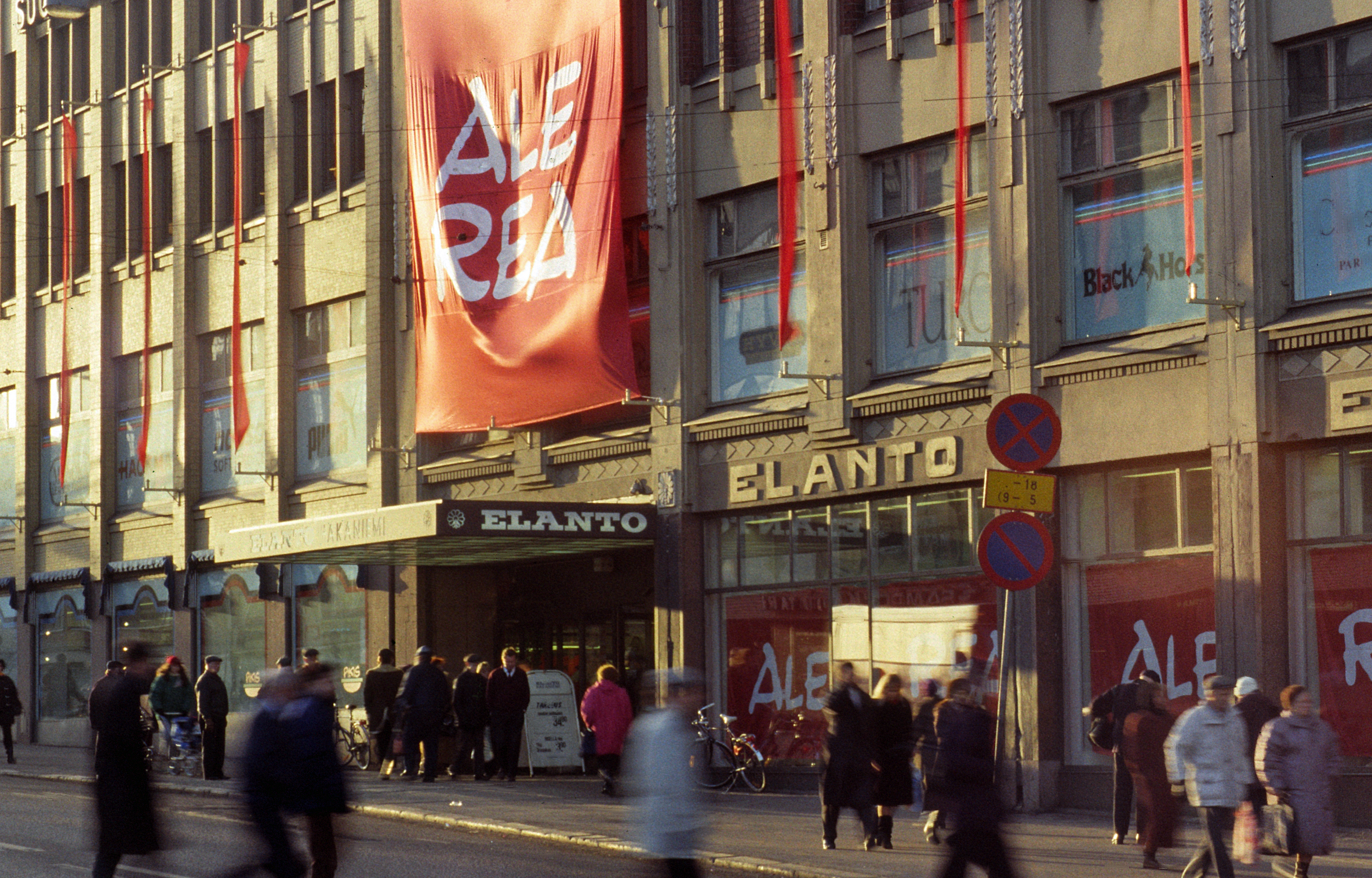
Elantos varuhus i Helsingfors.

Andelsaffären Elanto var 1905–2003 ett kooperativt företag i den finländska huvudstadsregionen.
Elanto grundades 1905 som ett bageriandelslag med egna brödbutiker (bagerierna såldes 1996). År 1912 startade Elantos mejeri, som 1972 såldes till Valio. Åren 1952–1991 hade Elanto ett varuhus vid Alexandersgatan i Helsingfors; livsmedelsaffärerna var som flest 1963, då de var 578 till antalet. Elanto var störst av Osuustukkukauppas (OTK) andelslag. 
När OTK och 39 av dess medlemsandelslag 1983 fusionerades till E-Osuuskunta Eka (namn sedan 1994 Tradeka) stannade Elanto utanför. Elanto undergick 1995–2001 företagssanering, och 2002 förenades dess livsmedelsbutiker med Tradekas (de sistnämnda fanns utanför huvudstadsregionen) i de gemensamma kedjorna Maxi, Siwa och Valintatalo, vilkas verksamhet styrs av andelslaget Tradekas dotterbolag Tradeka Oy. De av Elanto ägda restaurangerna och hotellen styrs på motsvarande sätt tillsammans med Tradekas etablissemang av Tradekas dotterbolag Restel Oy. 
År 2001 hade Elanto 150 000 medlemmar. Omsättningen var 360 miljoner euro och antalet anställda var 2 100. Väinö Tanner, som var verkställande för Elanto 1915–1946 och byggde upp företaget med energisk hand, var i flera decennier en av landets inflytelserikaste politiker. 
År 2003 offentliggjorde Elanto och Helsingin osuuskauppa (HOK) planer på ett samgående. Följande år fusionerades företagen, varigenom HOK-Elanto bildades. 